# Oberea densepilosa
Oberea densepilosa là một loài bọ cánh cứng trong họ Cerambycidae.